# Comindex Damnica
Comindex Damnica – polski klub piłkarski z siedzibą w Damnicy założony w 1985 roku. Po dwóch latach spędzonych w klasie C i roku w klasie B, klub awansował do A-klasy, z której po sezonie ponownie awansował. W sezonie 1989/1990 wygrał rozgrywki IV ligi, zdobywając 39 punktów w 26 meczach, dzięki czemu awansował do III ligi, w której zakończył rywalizację na 12. miejscu. Po sezonie klub został rozwiązany. Zawodnikiem klubu w sezonie 1990/1991 był Dariusz Ulanowski.
Zespół dwukrotnie wygrał wojewódzki etap Pucharu Polski i zakwalifikował się do I rundy ogólnopolskiej. W sezonie 1989/1990 w I rundzie ogólnopolskiej przegrał ze Stoczniowcem Gdańsk 0:1, a w sezonie 1991/1992 w finale zmagań wojewódzkich Comindex wygrał z Gryfem Słupsk 5:4 po rzutach karnych (w regulaminowym czasie gry mecz zakończył się wynikiem 3:3) i jako reprezentant województwa słupskiego miał grać z Chemikiem Bydgoszcz, jednakże ze względu na rozwiązanie klubu z Chemikiem zagrała Stal Jezierzyce, która przegrała 3:4.